# Mike Chapman
Michael Donald „Mike“ Chapman OAM (* 15. April 1947 in Queensland, Australien) ist ein australischer Musikproduzent und Songwriter, der zu den führenden Köpfen der britischen Pop-Musik der 1970er-Jahre zählt. Er schuf eine ganze Reihe von Hit-Singles für Bands wie The Sweet, Suzi Quatro, Smokie oder Mud und viele andere mehr. Gemeinsam mit seinem Partner Nicky Chinn schufen sie einen unverwechselbaren Glam-Rock-Sound, der unter dem Markenzeichen „Chinnichap“ berühmt wurde. Später produzierte er Alben für Blondie oder The Knack.

## Frühe Karriere
Chapman zog nach London, England, sobald er volljährig war, und spielte dort in einer Band namens „Tangerine Peel“. Sein Geld verdiente er als Kellner in einem Restaurant, und dort lernte er Nicky Chinn kennen. Die beiden bemerkten sogleich eine Seelenverwandtschaft und beschlossen, gemeinsam als Songwriter zu arbeiten. Sie lernten den Produzenten und Musikverleger Mickie Most kennen, der sie für sein Plattenlabel RAK Records einstellte. RAK sollte daraufhin schnell zu einem Sammelbecken einiger der größten Gruppen der Glam-Rock-Ära einschließlich Suzi Quatro, Smokie, Hot Chocolate oder Mud werden.

## Chinn – Chapman
Von 1971 bis 1978 erzielten Chinn und Chapman mit ihren Songs und den verschiedenen Künstlern einen Single-Erfolg nach dem anderen. Allein von 1973 bis 1974 hatte das Paar 19 Hits in den britischen Top 40, einschließlich fünf Nummer-eins-Hits. Die Dominanz des Paares in den Hitparaden von Großbritannien, Australien und Neuseeland wurde bis heute nur noch Ende der 1980er-Jahre von dem Produzententeam Stock Aitken Waterman erreicht. 1979 gründeten die beiden das eigene Plattenlabel „Dreamland“, das allerdings nach nur zwei Jahren wieder aufgelöst wurde.
Trotz ihres ganzen Erfolges in Europa und in Australien dauerte es bis 1978, bis die beiden auch in den USA Erfolg hatten. Der kam dann gleich zweifach, und zwar durch Exiles „Kiss You All Over“ und die Ballade „Stumblin’ In“ von Suzi Quatro und Chris Norman (dem Leadsänger von Smokie).

## Eigene Produktionen

### Blondie
Nicky Chinn zog sich Ende der 1970er-Jahre immer mehr aus der Produktionstätigkeit zurück, und Chapman produzierte zwischen 1978 und 1980 alleine drei Alben von Suzi Quatro. Er war 1978 Co-Produzent von Nick Gilders Album City Nights (das den Hit Hot Child in the City enthielt), gemeinsam mit seinem langjährigen Aufnahmeingenieur Peter Coleman, und im Mai des gleichen Jahres begann er, mit Blondie zu arbeiten, um ihr drittes Album Parallel Lines in New York zu produzieren.
Chapman war bereits seit den ersten Veröffentlichungen von Blondie persönlicher Fan ihrer Musik, jedoch mit den Produktionen immer unzufrieden gewesen. Er erklärte der Band unverblümt, dass er einen Hit für sie produzieren würde, und er behielt recht: Parallel Lines mit dem Song Heart of Glass wurde zur Nummer 1 in Großbritannien, den USA und Deutschland und verhalf Blondie zu ihrer Berühmtheit.
Die Aufnahmen zu Parallel Lines dauerten drei Monate. Sängerin Debbie Harry fühlte sich durch die Intensität der Arbeitsmethoden von Chapman nahezu „erschlagen“. Sie bezeichnete ihn einmal als „real hot chili pepper“, der sehr energisch und enthusiastisch sei. Chapman produzierte in Folge drei weitere Blondie-Alben – Eat to the Beat, Autoamerican und The Hunter – und einige Soloalben von Debbie Harry.

### The Knack
Während der Aufnahmezeit zu Parallel Lines arbeitete Chapman auch mit einer anderen Band, für die er ebenfalls den Grundstein zu einer Karriere legen sollte: The Knack. Die Website der Band berichtet, dass im November 1978 nicht weniger als 13 Schallplattenfirmen an einer heftigen Übernahmeschlacht um die Band teilnahmen, bevor Capitol Records schließlich das Rennen machte. Produzenten überboten sich mit ihren Dienstleistungen, und sogar Phil Spector bemühte sich um die Gruppe. Chapman las einen Artikel in den Tageszeitungen, der über diese Produzentenschlacht berichtete. Sein Name war nicht auf der Liste. Er vermutete sofort einen sicheren Erfolg und überzeugte die Band, mit ihm zu produzieren. The Knack und Chapman gingen mit einer eingespielten Mannschaft ins Studio und nutzen die ganze Kreativität des erfahrenen Produzenten und der jungen, aufstrebenden Band. Während andere Künstler wie die Eagles oder Fleetwood Mac mehr als ein Jahr und eine Million Dollar aufwendeten, um ein Album zu produzieren, wurde das Album Get The Knack an gerade mal 11 Tagen für magere 17.000 Dollar produziert. The Knack spielte die Songs „live“ mit minimalen Overdubs ein, Chapman schlug nur auf die Aufnahmetaste und ließ die Band spielen.
Das Album sowie die Single My Sharona wurden Nummer 1 Hits in den USA und verkaufte sich millionenfach rund um die Welt. Das Nachfolgealbum ...But the Little Girls Understand war dagegen überhaupt nicht erfolgreich. Es kam zum Krach mit der Band, und Chapman beschuldigte Sänger und Gitarrist Doug Fieger, dieser würde sich für Jim Morrison oder Buddy Holly halten. Fieger hielt entgegen, dass Chapman eins der größten A...löcher („the bigger assholes“) sei, das man auf diesem Planeten finden würde, und nicht in der Lage gewesen sei, ein vernünftiges zweites Album zu produzieren.

## Schreibtechnik
Chinn und Chapman schrieben ihre Lieder schnell und häufig in einer einzigen Nacht. Angeblich wurde zuerst ein griffiger Titel erdacht und anschließend ein dazu passender Text geschrieben. Dieser Anspruch wird gestützt durch Texte wie z. B. Wig-Wam Bam (The Sweet):
Wig-wam bam, gonna make you my man

Wam-bam-bam, gonna get you if I can

Wig-wam bam, wanna make you understand

Try a little touch, try a little too much

Just try a little wig-wam bam
Jedoch hatten spätere Lieder einschließlich des Smokie-Hits Living Next Door to Alice, der 1972 bereits von der Gruppe New World aufgenommen wurde, auch einen durchdachteren, emotionaleren Ton. In einem Interview im Jahr 2002 mit dem Guardian sagte Chapman, Lieder zu schreiben sei eine Kunst, zu der viele strebten, die aber wenigen gelänge: „Es ist immer ein Glücksspiel. Wir hatten ungefähr 8 Top-10-Erfolge für The Sweet geschrieben, als wir hörten, dass sie in ein Studio gingen, um ihre eigenen Lieder aufzunehmen. Danach war die Gruppe am Ende. Das Resümee ist, dass das Schreiben von Liedern einfach ist, aber es ist unglaublich schwer, dies auch gut zu tun.“

## Späteres Wirken
Chapman war die gesamten 1980er- und 1990er-Jahre als Songwriter und Produzent tätig. Seine Kompositionen umfassen Tina Turners (Simply) The Best und Pat Benatars Love is a Battlefield, er produzierte Alben für Altered Images, Agnetha Fältskog, Divinyls, Rod Stewart, Lita Ford und Bow Wow Wow. Im Jahr 2006 schrieb er Back to the Drive, den Titelsong für ein neues Album von Suzi Quatro.
Für seine Verdienste um die Musik als Songwriter, Produzent und Lehrer wurde er 2014 mit der Medaille des Order of Australia ausgezeichnet.

## Werke mit anderen
Unten stehende Liste ist folgendermaßen zu lesen
- Titel, fett geschrieben, sind Singleveröffentlichungen als A-Seite
- Titel, kursiv geschrieben, sind Singleveröffentlichungen als B-Seite
- Titel, normal geschrieben, sind Veröffentlichungen auf einer Langspielplatte
- Interpret
- Langspielplatte, auf der die Komposition erstveröffentlicht wurde
- Datum der Veröffentlichung in der Reihenfolge Jahr, Monat, Tag

| Titel                    | Interpret                 | Langspielplatte                                                        | veröffentlicht | Anmerkung                                   |
| ------------------------ | ------------------------- | ---------------------------------------------------------------------- | -------------- | ------------------------------------------- |
| Dancing in the Dark      | Kim Wilde                 | Catch as Catch Can                                                     | 1983-10-24     | Komposition mit Paul Gurvitz                |
| Dancing in the Dark      | Tony Sherman              |                                                                        | 1983           | Komposition mit Paul Gurvitz                |
| Dancing in the Dark      | Stacey Q                  | Stacey Q                                                               | 1985           | Komposition mit Paul Gurvitz                |
| Hands tied               | Chris Norman              | Different shades                                                       | 1987           | Komposition mit Holly Knight                |
| In Your Wildest Dreams   | Tina Turner & Barry White | Wildest Dreams                                                         | 1996-12-21     | Komposition mit Holly Knight                |
| Love Touch               | Rod Stewart               | 1. Every Beat of My Heart 2. Staatsanwälte küßt man nicht (Soundtrack) | 1986           | Komposition mit Holly Knight und Gene Black |
| The Best                 | Tina Turner               | Foreign Affair                                                         | 1989-09-02     | Komposition mit Holly Knight                |
| Wrap Your Arms Around Me | Agnetha Fältskog          | Wrap Your Arms Around Me                                               | 1983           | Komposition mit Holly Knight                |

## Werke ohne andere
Unten stehende Liste ist folgendermaßen zu lesen
- Titel, fett geschrieben, sind Singleveröffentlichungen als A-Seite
- Titel, kursiv geschrieben, sind Singleveröffentlichungen als B-Seite
- Titel, normal geschrieben, sind Veröffentlichungen auf einer Langspielplatte
- Interpret
- Langspielplatte, auf der die Komposition erstveröffentlicht wurde
- Datum der Veröffentlichung in der Reihenfolge Jahr, Monat, Tag

| Titel             | Interpret   | Langspielplatte   | veröffentlicht | Anmerkung |
| ----------------- | ----------- | ----------------- | -------------- | --------- |
| Back to the Drive | Suzi Quatro | Back to the Drive | 2006-03        |           |

## Werke als Produzent
Unten stehende Liste ist folgendermaßen zu lesen
- Album
- Interpret
- Datum der Veröffentlichung in der Reihenfolge Jahr, Monat, Tag
- Anmerkung

| Album                                          | Interpret        | veröffentlicht | Anmerkung                               |
| ---------------------------------------------- | ---------------- | -------------- | --------------------------------------- |
| Get the Knack                                  | The Knack        | 1979-06-11     |                                         |
| ...But the Little Girls Understand             | The Knack        | 1980-02-15     |                                         |
| Wrap Your Arms Around Me                       | Agnetha Fältskog | 1983-05-31     |                                         |
| Parallel Lines                                 | Blondie          | 1978-09        |                                         |
| Eat to the Beat                                | Blondie          | 1979-10        |                                         |
| Autoamerican                                   | Blondie          | 1980-11        |                                         |
| The Hunter                                     | Blondie          | 1982-05-24     |                                         |
| City Nights                                    | Nick Gilder      | 1978           | Ko-Produzent: Peter Coleman             |
| Warrior                                        | Scandal          | 1984-08-21     |                                         |
| Bite                                           | Altered Images   | 1983-06-17     |                                         |
| Sons of Beaches                                | Australian Crawl | 1982           |                                         |
| What a Life!                                   | Divinyls         | 1985           | Ko-Produzenten: Gary Langan, Mark Opitz |
| Temperamental                                  | Divinyls         | 1988           |                                         |
| Lita                                           | Lita Ford        | 1988-02-02     |                                         |
| Stiletto                                       | Lita Ford        | 1990-05-15     |                                         |
| In the Heat of the Night                       | Pat Benatar      | 1979-08-27     | Ko-Produzent: Peter Coleman             |
| Invincible                                     | Pat Benatar      | 1985-07-06     | NUR das Lied Invincible                 |
| Baby Animals                                   | Baby Animals     | 1991           |                                         |
| Freak City Soundtrack                          | Material Issue   | 1994-03-08     |                                         |
| When the Going Gets Tough, the Tough Get Going | Bow Wow Wow      | 1983           |                                         |